# Rocky Marciano
Rocky Marciano (născut Rocco Francis Marchegiano; n. 1 septembrie 1923, Brockton⁠(d), Massachusetts, SUA – d. 31 august 1969, Newton⁠(d), Iowa, SUA) a fost un boxer (1946-1956) italo-american. El este considerat unul dintre cei mai străluciți campioni mondiali la box. Primul meci la profesioniști a fost în anul 1948. Cariera lui a durat până în anul 1956. În acest timp a câștigat meciuri importante împotriva unor pugiliști redutabili pentru acea vreme cum ar fi: Joe Walcott (1952 și 1953), Ezzard Charles (1954), Ronald la Starza (1953) și Archie Moore (1955). S-a retras din activitatea competițională în anul 1956, având un palmares de 49 meciuri câștigate și 0 pierdute, 43 din victorii fiind prin KO. A murit într-un accident de aviație în anul 1969, exact cu o zi înainte de a împlini 46 de ani.

## Rezultate în boxul profesionist
| Nmr. | Rez.     | La general | Adversar               | Tip | Runda, timp   | Data               | Locație                                                 | Note                                            |
| ---- | -------- | ---------- | ---------------------- | --- | ------------- | ------------------ | ------------------------------------------------------- | ----------------------------------------------- |
| 49   | Victorie | 49–0       | Archie Moore⁠(d)        | KO  | 9 (15), 1:19  | 21 septembrie 1955 | Yankee Stadium, New York City, New York, U.S.           | Retained The Ring and world heavyweight titles  |
| 48   | Victorie | 48–0       | Don Cockell⁠(d)         | TKO | 9 (15), 0:54  | 16 mai 1955        | Kezar Stadium⁠(d), San Francisco, California, U.S.       | Retained The Ring and world heavyweight titles  |
| 47   | Victorie | 47–0       | Ezzard Charles⁠(d)      | KO  | 8 (15), 2:36  | 17 septembrie 1954 | Yankee Stadium, New York City, New York, U.S.           | Retained The Ring and world heavyweight titles  |
| 46   | Victorie | 46–0       | Ezzard Charles⁠(d)      | UD  | 15            | 17 iunie 1954      | Yankee Stadium, New York City, New York, U.S.           | Retained The Ring and world heavyweight titles  |
| 45   | Victorie | 45–0       | Roland La Starza⁠(d)    | TKO | 11 (15)       | 24 septembrie 1953 | Polo Grounds⁠(d), New York City, New York, U.S.          | Retained The Ring and world heavyweight titles  |
| 44   | Victorie | 44–0       | Jersey Joe Walcott⁠(d)  | KO  | 1 (15), 2:25  | 15 mai 1953        | Chicago Stadium⁠(d), Chicago, Illinois, U.S.             | Retained The Ring and world heavyweight titles  |
| 43   | Victorie | 43–0       | Jersey Joe Walcott⁠(d)  | KO  | 13 (15), 0:43 | 23 septembrie 1952 | Municipal Stadium⁠(d), Philadelphia, Pennsylvania, U.S.  | Won The Ring⁠(d) and world heavyweight titles⁠(d) |
| 42   | Victorie | 42–0       | Harry Matthews         | KO  | 2 (10), 2:04  | 28 iulie 1952      | Yankee Stadium⁠(d), New York City, New York, U.S.        |                                                 |
| 41   | Victorie | 41–0       | Bernie Reynolds        | KO  | 3 (10), 2:21  | 12 mai 1952        | Auditorium, Providence, Rhode Island, U.S.              |                                                 |
| 40   | Victorie | 40–0       | Gino Buonvino          | KO  | 2 (10), 1:35  | 21 aprilie 1952    | Auditorium, Providence, Rhode Island, U.S.              |                                                 |
| 39   | Victorie | 39–0       | Lee Savold⁠(d)          | RTD | 6 (10), 3:00  | 13 februarie 1952  | Convention Hall, Philadelphia, Pennsylvania, U.S.       |                                                 |
| 38   | Victorie | 38–0       | Joe Louis              | TKO | 8 (10)        | 26 octombrie 1951  | Madison Square Garden, New York City, New York, U.S.    |                                                 |
| 37   | Victorie | 37–0       | Freddie Beshore        | KO  | 4 (10), 0:50  | 27 octombrie 1951  | Boston Garden⁠(d), Boston, Massuchusetts, U.S.           |                                                 |
| 36   | Victorie | 36–0       | Rex Layne⁠(d)           | KO  | 6 (10), 0:35  | 12 iulie 1951      | Madison Square Garden, New York City, New York, U.S.    |                                                 |
| 35   | Victorie | 35–0       | Willis Applegate⁠(d)    | UD  | 10            | 30 aprilie 1951    | Auditorium, Providence, Rhode Island, U.S.              |                                                 |
| 34   | Victorie | 34–0       | Art Henri              | TKO | 9 (10), 2:51  | 26 aprilie 1951    | Auditorium, Providence, Rhode Island, U.S.              |                                                 |
| 33   | Victorie | 33–0       | Harold Mitchell        | TKO | 2 (10), 2:45  | 20 martie 1951     | Auditorium, Hartford, Connecticut, U.S.                 |                                                 |
| 32   | Victorie | 32–0       | Keene Simmons          | TKO | 8 (10), 2:54  | 29 ianuarie 1951   | Auditorium, Providence, Rhode Island, U.S.              |                                                 |
| 31   | Victorie | 31–0       | Bill Wilson            | TKO | 1 (10), 1:50  | 18 decembrie 1950  | Auditorium, Providence, Rhode Island, U.S.              |                                                 |
| 30   | Victorie | 30–0       | Ted Lowry⁠(d)           | UD  | 10            | 13 noiembrie 1950  | Auditorium, Providence, Rhode Island, U.S.              |                                                 |
| 29   | Victorie | 29–0       | Johnny Shkor           | TKO | 6 (10), 1:28  | 18 septembrie 1950 | Auditorium, Providence, Rhode Island, U.S.              |                                                 |
| 28   | Victorie | 28–0       | Gino Buonvino          | TKO | 10 (10), 0:25 | 10 iulie 1950      | Braves Field⁠(d), Boston, Massachusetts, U.S.            |                                                 |
| 27   | Victorie | 27–0       | Eldridge Eatman        | TKO | 3 (10)        | 5 iunie 1950       | Auditorium, Providence, Rhode Island, U.S.              |                                                 |
| 26   | Victorie | 26–0       | Roland La Starza⁠(d)    | SD  | 10            | 24 martie 1950     | Madison Square Garden, New York City, New York, U.S.    |                                                 |
| 25   | Victorie | 25–0       | Carmine Vingo          | KO  | 6 (10), 1:46  | 30 decembrie 1949  | Madison Square Garden, New York City, New York, U.S.    |                                                 |
| 24   | Victorie | 24–0       | Phil Muscato           | TKO | 5 (10), 1:15  | 19 decembrie 1949  | Auditorium, Providence, Rhode Island, U.S.              |                                                 |
| 23   | Victorie | 23–0       | Pat Richards           | TKO | 2 (8), 0:39   | 2 decembrie 1949   | Madison Square Garden⁠(d), New York City, New York, U.S. |                                                 |
| 22   | Victorie | 22–0       | Joe Dominic            | KO  | 2 (10), 2:26  | 7 noiembrie 1949   | Auditorium, Providence, Rhode Island, U.S.              |                                                 |
| 21   | Victorie | 21–0       | Ted Lowry⁠(d)           | UD  | 10            | 10 octombrie 1949  | Auditorium, Providence, Rhode Island, U.S.              |                                                 |
| 20   | Victorie | 20–0       | Tommy DiGiorgio        | KO  | 4 (10), 2:04  | 26 septembrie 1949 | Auditorium, Providence, Rhode Island, U.S.              |                                                 |
| 19   | Victorie | 19–0       | Pete Louthis           | KO  | 3 (10)        | 16 august 1949     | New Page Arena, New Bedford, Massachusetts, U.S.        |                                                 |
| 18   | Victorie | 18–0       | Harry Haft⁠(d)          | KO  | 3 (10), 2:21  | 18 iulie 1949      | Auditorium, Providence, Rhode Island, U.S.              |                                                 |
| 17   | Victorie | 17–0       | Don Mogard             | UD  | 10            | 23 mai 1949        | Auditorium, Providence, Rhode Island, U.S.              |                                                 |
| 16   | Victorie | 16–0       | Jimmy Evans            | TKO | 3 (10)        | 2 mai 1949         | Auditorium, Providence, Rhode Island, U.S.              |                                                 |
| 15   | Victorie | 15–0       | Jimmy Walls            | KO  | 3 (10), 2:44  | 11 aprilie 1949    | Auditorium, Providence, Rhode Island, U.S.              |                                                 |
| 14   | Victorie | 14–0       | Artie Donato           | KO  | 1 (10), 0:33  | 28 martie 1949     | Auditorium, Providence, Rhode Island, U.S.              |                                                 |
| 13   | Victorie | 13–0       | Johnny Pretzie         | TKO | 5 (10), 1:46  | 21 martie 1949     | Auditorium, Providence, Rhode Island, U.S.              |                                                 |
| 12   | Victorie | 12–0       | Gilley Ferron          | TKO | 2 (6), 2:21   | 14 decembrie 1948  | Convention Hall⁠(d), Philadelphia, Pennsylvania, U.S.    |                                                 |
| 11   | Victorie | 11–0       | James Patrick Connolly | TKO | 1 (8), 1:57   | 29 noiembrie 1948  | Auditorium, Providence, Rhode Island, U.S.              |                                                 |
| 10   | Victorie | 10–0       | Bob Jefferson          | TKO | 2 (6), 2:30   | 4 octombrie 1948   | Auditorium, Providence, Rhode Island, U.S.              |                                                 |
| 9    | Victorie | 9–0        | Gilbert Cardone        | KO  | 1 (4), 0:36   | 30 septembrie 1948 | Washington Coliseum⁠(d), Washington, D.C., U.S.          |                                                 |
| 8    | Victorie | 8–0        | Bill Hardeman          | KO  | 1 (6)         | 20 septembrie 1948 | Auditorium, Providence, Rhode Island, U.S.              |                                                 |
| 7    | Victorie | 7–0        | Humphrey Jackson       | KO  | 1 (6), 1:08   | 13 septembrie 1948 | Auditorium, Providence, Rhode Island, U.S.              |                                                 |
| 6    | Victorie | 6–0        | Jimmy Weeks            | TKO | 1 (6), 2:50   | 30 august 1948     | Auditorium, Providence, Rhode Island, U.S.              |                                                 |
| 5    | Victorie | 5–0        | Eddie Ross             | KO  | 1 (6), 1:03   | 23 august 1948     | Auditorium, Providence, Rhode Island, U.S.              |                                                 |
| 4    | Victorie | 4–0        | Bobby Quinn            | KO  | 3 (4), 0:22   | 9 august 1948      | Auditorium, Providence, Rhode Island, U.S.              |                                                 |
| 3    | Victorie | 3–0        | John Edwards           | KO  | 1 (4), 1:19   | 19 iulie 1948      | Auditorium, Providence, Rhode Island, U.S.              |                                                 |
| 2    | Victorie | 2–0        | Harry Bilzerian        | TKO | 1 (4)         | 12 iulie 1948      | Auditorium⁠(d), Providence, Rhode Island, U.S.           |                                                 |
| 1    | Victorie | 1–0        | Lee Epperson           | KO  | 3 (4), 0:42   | 17 martie 1947     | Valley Arena, Holyoke⁠(d), U.S.                          | Professional debut                              |